# Nayanka Bell
Nayanka Bell, née Aka Louise de Marillac en 1963 à Agboville en Côte d'Ivoire, est une artiste, chanteuse, auteure, compositrice, styliste et modéliste ivoirienne. 

## Biographie
Aka Louise de Marillac, est chanteuse, auteure, compositrice, styliste et modéliste ivoirienne née à Agboville d'ethnie Abbey. Son père Aka N'cho est d'ethnie Abbey (ou Abé) mélangée d'Agni, sa mère française métisse, corse et touareg . Son lien familial avec la musique lui vient de sa grand-mère qui chantait et jouait du violon traditionnel. « Ma mère empêchait ma grand-mère de faire de la musique car cela lui rappelait de douloureux souvenirs d'enfance ». Elle se marie en 1991 à Pascal Leibel. Avec lui, elle fait deux enfants. Elle divorce après 25 ans de mariage.
Nayanka fait partie d’une des rares artistes ivoiriennes, qui, malgré l’instabilité de la Côte d'Ivoire, tient à y rester :

« Mon père a eu des filles avec ma mère. Je me considère donc, comme le garçon de la famille. Mes sœurs sont mariées et presque toutes en Europe. C’est moi qui ai épousé un blanc et pourtant, c’est moi qui dois rester ici. Sinon, nous n’avons pas une mauvaise vie en France. Seulement, je ne peux pas fuir mon destin. Enfant, je courais avec des bottes dans les champs de mon père. Je suis Abé... Mon père est mort. Je suis dans ce pays et je dois y rester pour que mes enfants, bien que leur père soit un blanc, puissent aimer ce pays et s’y marier. »

Dans les années 1980, elle a sorti à la mémoire de son grand frère mort à 24 ans son premier tube IWassado.
Sa carrière professionnelle débute en 1981. Elle est nommée choriste dans l'orchestre de la Radiodiffusion télévision ivoirienne (RTI). Un an plus tard, son interprétation des chansons Woman in Love de Barbra Streisand et Don't Leave Me This Way de Thelma Houston, la fait connaître au niveau national. Surnommée la « Barbra Streisand d'Afrique » par la presse ivoirienne, Nayanka commence une carrière en solo.
En 1983, elle sort son premier album, Amio, sur lequel figure Iwassado, chanson de sa composition qui exprime l'idée que personne ne peut choisir ses parents, et fait référence aussi aux enfants handicapés. Arrangé par Jacob Desvarieux (du groupe Kassav) et Jimmy Hyacinthe, le disque, bien que chanté en anglais, marque la fidélité de Nayanka pour la chanson ivoirienne, qu'elle est la première à avoir popularisée dans toute l'Afrique. 
En 1984, elle rejoint Paris, où elle produit son deuxième album, If You Came to Go, arrangé par trois artistes de renom : Boncana Maïga, Ray Lema et Jacob Desvarieux avec qui elle a commencé à travailler avant la création du groupe Kassav dont il est l'un des membres influents.
Nayanka Bell a toujours mis en avant son identité africaine. Elle tire son inspiration dans la musique très métissée de son pays affectif, la Côte d’Ivoire. Des titres de ses chansons tels que « Iwassado », « Amiyo » ou encore « Chogologo »  accompagnés d’instruments traditionnels rappellent son attachement à la culture et aux valeurs africaines. Humaniste et humble ; elle chante pour l’amour, la morale sociale et la sobriété. En témoigne le titre Iwassado qui signifie en langue malinké « contente-toi de ce que tu as ». Ses costumes de scène sont confectionnés par sa mère. Son talent musical lui vient de sa grand-mère touareg qui jouait au violon traditionnel. Nayanka Bell est consacrée meilleure voix féminine d’Afrique en 1994 lors de la remise des trophées d’or à Paris pour son album Visa,.

## Discographie
- 2001 : Brin de folie
- 1994 : Visa
- 1985 : Chogologo
- 1984 : If you came to go
- 1983 : Amio

## Récompenses
- Nayanka Bell a été consacrée en 1994 la plus belle voix féminine d'Afrique lors de la remise des trophées des Lions d'Or à Paris.
- Son album Visa a obtenu l‘Africa Music Award de 1994.